# 20周年リクエストベスト+レアトラックス
『20周年リクエストベスト+レアトラックス』は2017年3月21日に発売されたCoccoの3枚目のベスト・アルバム。
選曲は、スペシャル・サイトにて行われたファンからのリクエストを中心に決定。シングル表題曲、アルバム収録曲はDisc.1、2を中心に収録。Disc.3には、他アーティストのトリビュート作品に収録されていたカバー曲、映像作品などを収録。

## パッケージ
- ■初回限定盤A　VIZL-1130＜完全生産限定盤　“20周年特別仕様”　 特大金の箔押しロゴケース＋3CD＋DVD＋豪華ブックレット＞[3]
- ■初回盤B　VIZL-1131（金の箔押しロゴケース仕様　3CD＋DVD）[4]
- ■通常盤　VICL-64753/5（3CD）[5]

## 収録曲
disc 1
1. カウントダウン
2. やわらかな傷跡
3. ひこうきぐも
4. 強く儚い者たち
5. Raining
6. あなたへの月
7. 樹海の糸
8. 雲路の果て
9. ポロメリア
10. 水鏡
11. けもの道
12. しなやかな腕の祈り
13. 星に願いを
14. コーラルリーフ
15. 卯月の頃

disc 2
1. 羽根〜lay down my arms〜
2. 焼け野が原
3. 音速パンチ
4. 陽の照りながら雨の降る
5. 愛うらら
6. Never ending journey
7. ジュゴンの見える丘
8. ニライカナイ
9. 十三夜
10. 三村エレジー
11. キラ星
12. ありとあらゆる力の限り
13. BEAUTIFUL DAYS
14. コスモロジー
15. 楽園

disc 3
1. 初花凜々
2. ダンスホール
3. 渚のバルコニー
4. オジー自慢のオリオンビール
5. セレストブルー
6. ひよこぶたのテーマPART2。
7. 箱舟
8. 手の鳴るほうへ
9. 愛について
10. 風化風葬（スタジオバージョン）
11. 東京ドリーム
12. 絹ずれ～島言葉～
13. 藍に深し（from 「きらきら Live Tour 2007/2008 ～Fainal at 武道館 2days～」）
14. Heaven's hell（2003.8.15 Okinawa live version）

DVD
1. けもの道
2. 濡れた揺籃
3. 水鏡
4. 熟れた罪
5. 風化風葬
6. 樹海の糸
7. 海原の人魚
8. 'Twas on my Birthday night
9. ポロメリア
10. 白い狂気
11. 強く儚い者たち
12. Sweet Berry Kiss
13. 遺書。
14. 荊
15. カウントダウン
16. 星に願いを
17. 眠れる森の王子様～春・夏・秋・冬～
18. かがり火
19. しなやかな腕の祈り
20. 羽根～lay down my arms～